# Aleksandr Khanjónkov
Aleksandr Alekséievitx Khanjónkov (rus: Алекса́ндр Алексе́евич Ханжо́нков (Khanjónkov, actualment un assentament de tipus urbà de la ciutat de Makíivka, a l'Óblast de Donetsk, Ucraïna, llavors part de l'Imperi Rus, 8 d'agost del 1877 - Ialta, Crimea, llavors part de l'URSS, 26 de setembre de 1945) fou el primer empresari rus de cinema. Va produir La defensa de Sebastòpol, primer llargmetratge rus.
Va néixer en una petita localitat a la vora del riu Don. El 1911 va fundar la primera empresa cinematogràfica de Rússia, una societat limitada, el més important financer va ser Ivan Ózerov, un influent banquer i membre del Consell d'Estat de l'Imperi Rus.